# Vixenu Purana
O Vixenu Purana (Vishnu Purana) é considerado um dos Puranas mais importantes. Ele é apresentado na forma de um diálogo entre Parasara e seu discípulo Maitreia, e dividido em seis livros.